# Эммонак (аэропорт)
Аэропорт Эммонак (англ. Emmonak Airport), (ИАТА: EMK, ИКАО: PAEM, FAA LID: ENM) — государственный гражданский аэропорт, расположенный в населённом пункте Эммонак (Аляска), США.

## Операционная деятельность
Аэропорт Эммонак расположен на высоте 4 метров над уровнем моря и эксплуатирует одну взлётно-посадочную полосу:
- 16/34 размерами 1402 x 30 метров с гравийным покрытием.